# 개구리 왕눈이
개구리 왕눈이(일본어: けろっこデメタン 게롯코 데메탄[*], 영어: Demetan Croaker, The Boy Frog)는 다쓰노코 프로덕션에서 1973년 39화로 제작한 만화 애니메이션이다.
대한민국에서는 1982년 10월 29일부터 1983년 3월 24일까지 방영되었으며 그 후, 1986년 8월 13일부터 10월 16일까지 재방영을 한 KBS 한국방송공사 2TV 만화 애니메이션이다. 이후 SBS에서 1999년 8월 2일부터 10월 5일까지 방영되었고, 재능TV를 통해서도 수 차례 방영되었다. 그 뒤 2009년 8월 12일부터 EBS에서도 방영(KBS 더빙판)을 시작하였으며 그 해 10월 7일 이후로 일요일 낮 1시 20분으로 방송시간이 변경되어 2010년 1월 24일에 종영하였다.

## 개요
가난하고 어린 개구리 왕눈이와 그의 여자친구 아롬이, 무지개 연못의 권력자 투투(아롬이의 아버지), 투투의 부하인 가재, 보이지 않는 힘을 발휘하는 메기 등을 중심으로 무지개 연못에서 펼쳐지는 이야기이다.
어린이용 애니메이션임에도 불구하고 계급간의 갈등과 계급을 초월하는 사랑, 권력가의 횡포, 그리고 보이지 않는 힘을 발휘하는 권력 등 딱딱하고 무거운 주제를 쉽게 풀었다는 평가를 받고 있다.

## 등장인물
- 등장인물의 이름은 대한민국/일본 순이며 성우는 일본/대한민국(KBS, EBS)/대한민국(SBS) 순임.
- EBS 방영판 성우의 경우 KBS판과 동일(KBS 더빙판을 재방영).

왕눈이(데메탄)
성우 - 히사마쓰 유코/박영남/배정미
이 본작의 주인공인 청개구리. 가난한 집에서 태어나서 개구리들 중에서 덩치가 가장 작다. 아버지와 어머니를 따라 무지개 연못으로 이사를 온다. 성격은 따뜻하고 온순하며, 아롬이(라나탄)라는 여자아이를 만나고 나서 아주 친해진다. 그러나 그런 일 때문에 항상 투투에게 미움과 구박을 받고 부모님까지 무척이나 고생한다. 게다가 투투에게 반항을 못하는, 겁이 많은 주위 사람들의 무언의 따돌림으로 온가족이 가슴아픈 일을 많이 당한다. 그럼에도 불구하고 끝까지 포기하지 않으며, 마지막에는 메기를 물리치며 많은 주민들에게 인정받게 되었다. 피리를 항상 휴대하고 다닌다.
아롬이(라나탄)
성우 - 오카모토 마리/홍영란/박인선
투투(기야타)의 딸, 참개구리. 왕눈이(데메탄)와 만난 이후로부터 무지개 연못에서, 친하게 지낸다. 아주 어렸을 때 어머니하고 사별하여 현재는 아버지와 단 둘이서만 산다. 엄청 포악한 아버지하고는 달리 상냥하며, 친절하다. 또래 주변인들이 아버지 때문에 마음 고생이 심해서 외롭게 지내는 일이 많았지만 왕눈이 덕분에 친구가 되어 많이 밝아졌다. 아버지인 투투를 개심시켜 무지개 연못을 개방하려고 노력을 한다.
투투(기야타)
성우 - 도미타 고세이/유만준/이윤연
아롬이(라나탄)의 아버지이자, 무지개 연못의 지주(地主) 참개구리.  다른 사람들한테 못할 짓을 서슴지 않고 심지어 자신의 딸 아롬이하고 친하는 왕눈이를 못마땅히 여기는 엄청난 폭정을 일삼는 폭군이다. 하지만 아롬이한테는 상냥한 모습을 보인다. 하지만 아롬이를 위해서라면, 마음이 비뚤게 작용하여서 아롱이를 오히려 외롭게 한다. 그러나 사실은 메기하고 가재의 꼭두각시에 불과하였으며, 실은 메기의 횡포에 못이겨 그의 앞잡이 노릇을 해온 허수아비에 불과했다. 이후 종반부에 개과천선하여 왕눈이하고 연못의 주민들하고 함께 화해를 이룬다.
왕눈이의 아빠(청구리/아메타로)
성우 - 기타무라 고이치/김규식/김관진
왕눈이(데메탄)의 아버지, 청개구리. 완구 만들기의 명인. 왕눈이(데메탄)의 피리도 만들었다.
왕눈이의 엄마(아마코)
성우 - 쇼지 미요코/이향숙/신상숙
마음 상냥한 왕눈이(데메탄)의 어머니. 청개구리이며, 어머니가 안 계시는 아롬이에게도 신경을 써 주고 있다.
가재(자리)
성우 - 다나카 야스오/백진/김환진
투투(기야타)의 충실한 최측근. 강력한 집게발로 폭력하고 권력을 행사하는 무력 대행자이다. 아주 잔인한 성격으로, 마을의 동물들로부터 세금을 거두어 들인다. 심술이하고 얌술이를 부하로 삼은 강자이기도 하다. 중반부에 투투의 상사라고 할 수 있는 메기의 존재를 알고는 투투에게 뒤통수를 친 뒤에는 메기의 최측근이 된다. 약한 자에게는 강하고 강한 자에게는 약한 전형적인 악역이다.
메기
성우 - 미즈시마 스스무/김규식/한상혁
무지개 연못을 식민지로 지배했던 권위적이고 강한 존재. 투투보다 더 강하면서 온갖 횡포하고 강압을 일삼는 성격을 가졌으며 투투는 이 메기의 앞잡이 노릇을 한 허수아비였을 뿐이었다. 그 때문에 무지개연못의 주민들로부터 온갖 저항과 비난을 받게 되다가 왕눈이의 계략에 의해 인간들에게 낚이는 최후를 맞고 만다.
얌술이(갸루)
성우 - 야시로 슌/강미형/한호웅
기야타(투투)의 부하인 참개구리. 힘은 없지만, 못된 꾀가 많아 간사하다. 기타를 지니고 다닌다. 심술이(이보키치)의 절친.
심술이(이보키치)
성우 - 오오타케 히로시/안장혁(SBS)
험상궃은 두꺼비로 왕눈이, 아롬이의 또래이지만 왕눈이 놀리는 것을 재미삼고 있다. 하지만 메기 앞에서 계략을 짜낸 왕눈이 앞에서 그의 용기에 감복하게 된다. 얌술이(켄)의 절친.
청발이
성우 - 김규식/이인성
기야타(투투)의 참모. 청개구리. 교사이자 점술가이며, 꾀가 간사하다.
두꺼비 아저씨
성우 - 백진
심술이(이보키치)의 아버지. 세계 여행을 다니는 두꺼비로 투투(기야타)의 명령으로 왕눈이(데메탄)을 살해하려다 실패한다. 결국 메기의 눈에 잘못 보여 메기에게 잡아먹히고 만다.

## 제작 정보
- 각본: 사카이 아키요시(酒井あきよし)
- 연출: 사사가와 히로시(笹川ひろし)
- 작화: 하야시 마사유키(林政行), 가와바타 히로시(川端宏)
- 감독: 도리우미 진조(鳥海尽三)
- 제작: 다쓰노코 프로덕션
- 편수: 30분 * 39회
- 제작년도: 1973년
- 방송: 후지 TV 계열 방송국에서 1973년 1월 2일 ~ 9월 25일 매주 화요일 저녁 7시

## 에피소드 목록
제1화 개구리 가족의 등장
제2화 아빠 힘내세요
제3화 이겨라 왕눈이
제4화 거북 아주머니의 알
제5화 울지마 왕눈이
제6화 둘만의 피리
제7화 미움은 사라지고
제8화 용감한 거북소년
제9화 연못속의 위기
제10화 우정의 바다 저멀리
제11화 똑똑한 개구리 소년
제12화 투투가 꾸민 일
제13화 살아라 넒은 세상속에서
제14화 돌아온 개구쟁이
제15화 새 연못
제16화 녹색공을 돌려줘요
제17화 무지개 연못의 수호신
제18화 날아라 푸른 하늘로
제19화 열려라 희망의 통로
제20화 고향을 그리며
제21화 슬픈 우정의 피리
제22화 바다에서 돌아오다
제23화 용기를 내고
제24화 배꼽 개구리의 방문
제25화 생명의 불꽃
제26화 남자의 자격
제27화 수호신 메기
제28화 은혜를 갚은 피리소리
제29화 우정의 다리
제30화 방게 어린이들
제31화 무지개 연못의 가뭄
제32화 작은 연못의 임금님
제33화 연못 주민들의 대이동
제34화 마지막 하루까지
제35화 연못의 무법자들
제36화 메기에게 지지말라
제37화 공포의 지옥밀림
제38화 메기를 해치워라
제39화(마지막회) 되찾은 평화